# Saint-Maixent-l'École
Saint-Maixent-l'École /sɛ̃ mɛkˈsɑ̃ leˈkɔl/ è un comune francese di 7 243 abitanti situato nel dipartimento delle Deux-Sèvres nella regione della Nuova Aquitania.
Qua nacquero il chirurgo ed urologo Jean Zuléma Amussat ed il fumettista Régis Loisel.

## Società

### Evoluzione demografica
Abitanti censiti

## Amministrazione

### Gemellaggi
- Horsham, Regno Unito, dal 1982
- Airola, Italia, dal 2000